# Ovidiu Cuc
Ovidiu Lucian Cuc (Timișoara, 14 gennaio 1973) è un ex calciatore rumeno, di ruolo centrocampista.

## Palmarès

### Club

#### Competizioni nazionali
- Segunda División: 1

CP Mérida: 1994-1995